# Daurische grondeekhoorn
De Daurische grondeekhoorn (Spermophilus dauricus)  is een zoogdier uit de familie van de eekhoorns (Sciuridae). De wetenschappelijke naam van de soort werd voor het eerst geldig gepubliceerd door Brandt in 1843.

## Voorkomen
De soort komt voor in China, Mongolië en Rusland.